# Новоалександровка (Кемеровская область)
Новоалександровка — упразднённая деревня в Чебулинском районе Кемеровской области. На момент упразднения входила в состав Усманского сельского поселения. Исключена из учётных данных в 2004 году.

## География
Деревня располагалась на правом берегу реки Чебула в месте впадения в неё реки Тыштым, на расстоянии примерно 14 км по прямой к востоку от села Николаевка.

## История
Основана в 1810 г. По данным на 1926 году село Ново-Александровкое состояло из 198 хозяйств. В административном отношении являлось центром Ново-Александровского сельсовета Верх-Чебулинского района Томского округа Сибирского края.

## Население
По переписи 1926 г. в селе проживало 990 человек (472 мужчины и 518 женщин), основное население — русские.
По данным Всероссийской переписи населения 2002 года, в деревне отсутствовало постоянное население.